# Neon Drive
Neon Drive — компьютерная игра в ретро-стиле, выпущенная 12 мая 2016 года. Разработана и издана компанией Fraoula Apps. Игра доступна на платформах Nintendo Switch, iOS, Windows, Linux, macOS и PlayStation 4.

## Игровой процесс
Neon Drive — гоночная ритм-игра в ретро-стиле, в которой игрок должен уворачиваться от препятствий в такт музыке. В игре представлено несколько уровней, стилизованных под игровые автоматы; уровни различаются музыкой, стилистикой и цветом автомобиля.
В игре есть несколько режимов игры: «обычный», «сложный» с немного повышенной скоростью, «безумный» с сильно повышенной скоростью, «тренировка» с возможностью сохраняться и «свободная езда» без препятствий. Также есть особый режим «выносливость», в котором игрок должен продержаться как можно дольше, так как условия для победы нет.

## Оценки
Neon Drive получила 6,2 баллов из 10 на Everyeye.it.